# トラファルガー墓地
トラファルガー墓地（トラファルガーぼち、英: Trafalgar Cemetery）は、ジブラルタルにある共同墓地。ここは1798年から1814年の間に埋葬が行なわれ、その後は使われなくなった。ここの名称はトラファルガー海戦を記念して付けられたものだが、その海戦の傷で亡くなりここに葬られたのは2人しかいない。戦闘中の戦死者は海に水葬されたのである。

## 歴史
この墓地は、トラファルガー海戦の7年前にあたる1798年6月に開かれた。当時はサウスポート・ディッチ墓地（港南水路墓地）と呼ばれていた。墓地にある墓石の大多数は、ジブラルタルで1804年、1813年、1814年に蔓延した黄熱病による死者を追悼するものになっている。他にここに葬られているのは、ナポレオン戦争における他の海戦（1801年のアルヘシラスの戦い、1810年のカディス包囲戦、1812年のマラガ包囲戦）の戦死者である。